# دوري أذربيجان الممتاز 2001-02
دوري أذربيجان الممتاز 2001-02 (بالأذرية: Azərbaycan Top Liqası 2001/2002)‏ هو الموسم 11 من  دوري أذربيجان الممتاز. أقيم خلال الفترة 18 أغسطس 2001 وحتى 6 يونيو 2002، وأشرف على تنظيمه اتحاد أذربيجان لكرة القدم، وكان عدد الأندية المشاركة فيه  12، وفاز فيه نادي شامكير.